# Dubbi
Le Dubbi, aussi appelé Djebel Dubbeh, Gebel Dubbey ou encore volcan d'Edd, est un volcan d'Érythrée responsable d'une éruption volcanique survenue en 1861 et considérée comme la plus importante des temps modernes en Afrique.

## Géographie
Le Dubbi est situé en Afrique de l'Est, dans le Nord de la vallée du Grand Rift, dans le Sud de l'Érythrée. Il est entouré par la mer Rouge au nord-est et par les volcans Nabro et Mallahle ainsi que l'Éthiopie au sud-ouest. Culminant à 1 625 mètres d'altitude, il fait partie du bloc Danakil et ses flancs parsemés d'une vingtaine de cônes volcaniques sont recouverts au nord et à l'est sur 2 700 km2 par de grandes coulées de lave basaltique ayant atteint la mer Rouge.

## Histoire
La première éruption connue sur le Dubbi date de 1450. Cette éruption d'indice d'explosivité volcanique de 2 a produit une coulée de lave basaltique partie d'une fissure orientée nord-ouest-sud-est sur le flanc du volcan pour atteindre la mer Rouge,. La seconde éruption connue sur le volcan s'est déroulée du 8 mai à octobre 1861. D'indice d'explosivité volcanique de 3, cette éruption a produit 3,5 milliards de mètres cubes de lave sous la forme d'une coulée basaltique partie de 19 nouveaux cônes volcaniques au sommet du volcan et qui a atteint la mer Rouge après une course de 22 kilomètres vers l'est,. Des pluies de cendres se sont produites jusqu'à 300 kilomètres du volcan. Plus d'une centaine de personnes ont péri et deux villages ont été détruits dans cette éruption considérée comme la plus importante des temps modernes en Afrique.
Deux autres éruptions se seraient peut-être produites sur le Dubbi, la première en 1863 mais elle aurait peut-être été confondue avec celle de 1861 et la seconde en 1900. Le 13 juin 2011, la formation d'un important panache volcanique dans cette région de l'Afrique laisse penser dans un premier temps aux scientifiques que le Dubbi est entré en éruption avant qu'ils ne se ravisent pour le Nabro, un volcan voisin lui aussi en Érythrée.